# Orb
Az Orb (IPA: [ɔʁb]) folyó Franciaország déli részén. 

## Futása
A Francia-középhegységhez tartozó Escandorgue-hegységben ered 823 méteres tengerszint feletti magasságban, Le Clapier községben, Aveyron és Hérault megyék határán. Kanyargós úton halad dél felé, 145 km hosszan folyik keresztül Héraulton, majd a Földközi-tengerbe torkollik Valras-Plage közelében. A folyó keresztülvág Bédarieux és Béziers városán, utóbbinál a Canal du Midi halad el fölötte az Orb akvadukton keresztül. Az ókori római időkben a folyó fölött Capestangnál a Pont Serme-híd ívelt át.

## Mellékfolyók
Az Orbnak a következő folyók alkotják a mellékfolyóit:
- Jaur (30 km)
- Lirou (30 km)
- Mare (29 km)
- Taurou (25 km)
- Vernazobre (24 km)
- Rieutort (18 km)
- Héric (14 km)

## Települések a folyó mentén
Az Orb a következő városokon folyik keresztül:
- Ceilhes-et-Rocozels
- Avène
- Le Bousquet-d’Orb
- La Tour-sur-Orb
- Bédarieux
- Hérépian
- Lamalou-les-Bains
- Le Poujol-sur-Orb
- Roquebrun
- Cessenon-sur-Orb
- Lignan-sur-Orb
- Béziers
- Sauvian
- Sérignan
- Valras-Plage

## Képek

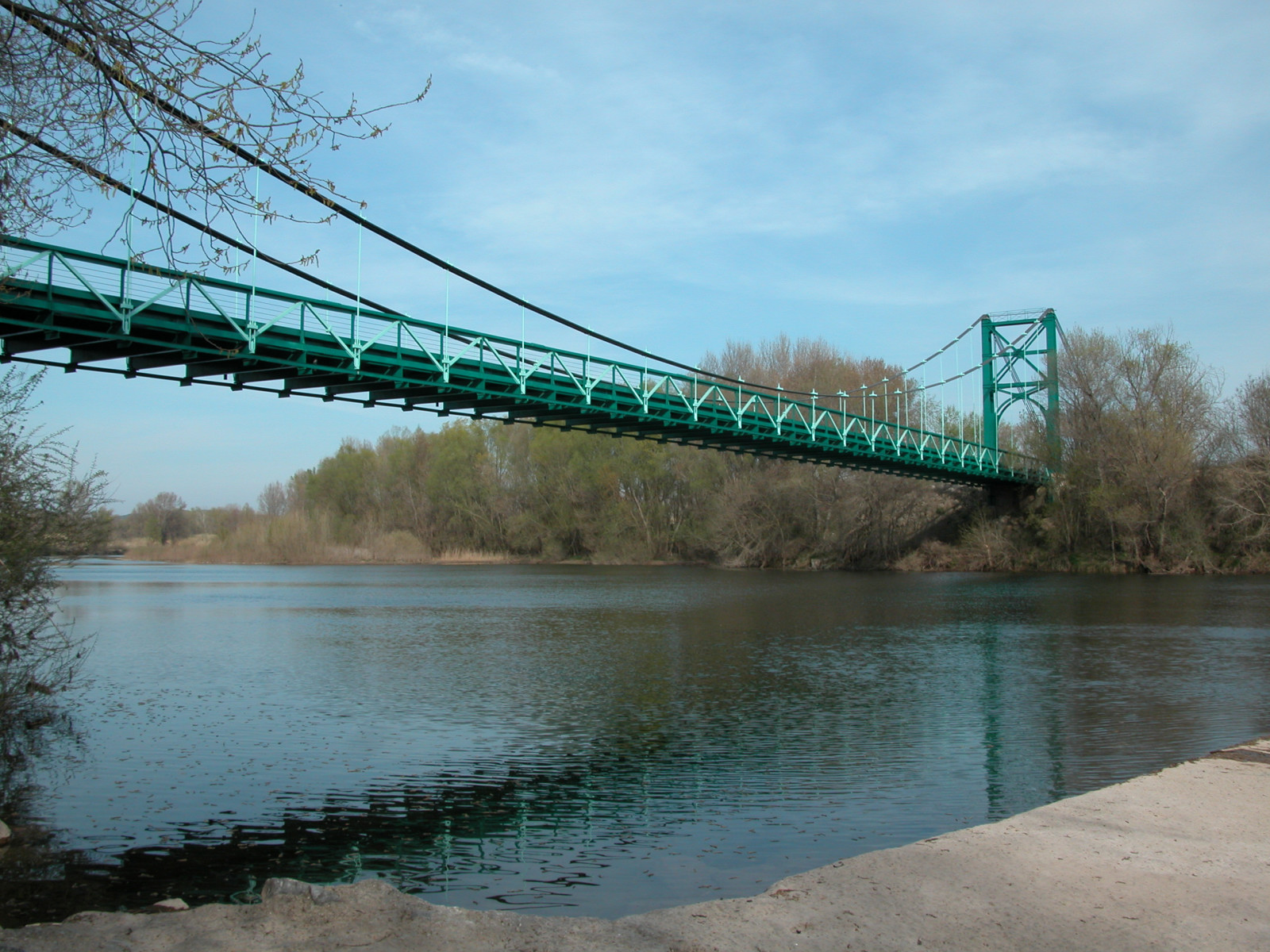
Az Orb folyó hídja Cazouls-lès-Béziers-nél
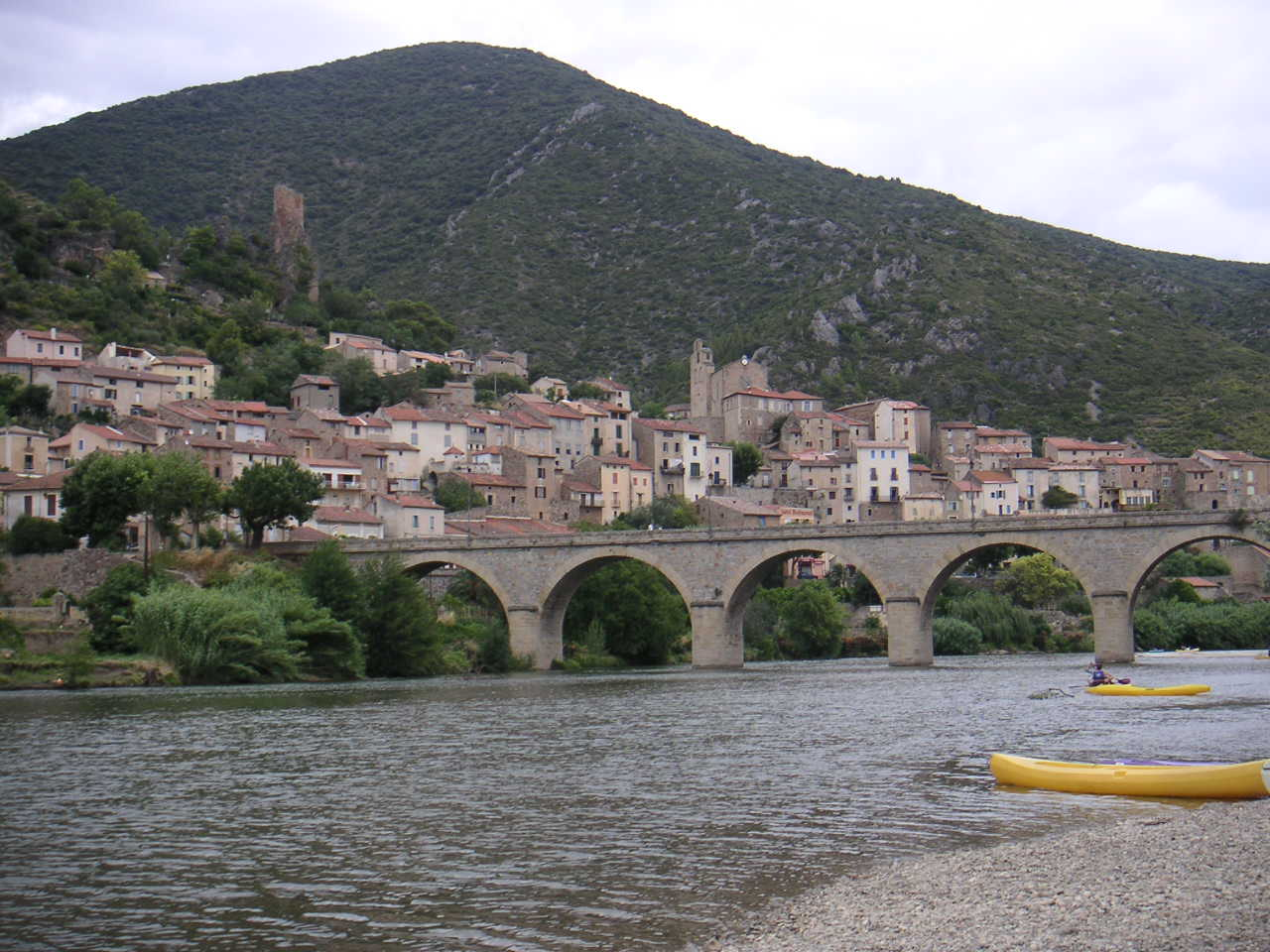
Az Orb Roquebrunnél
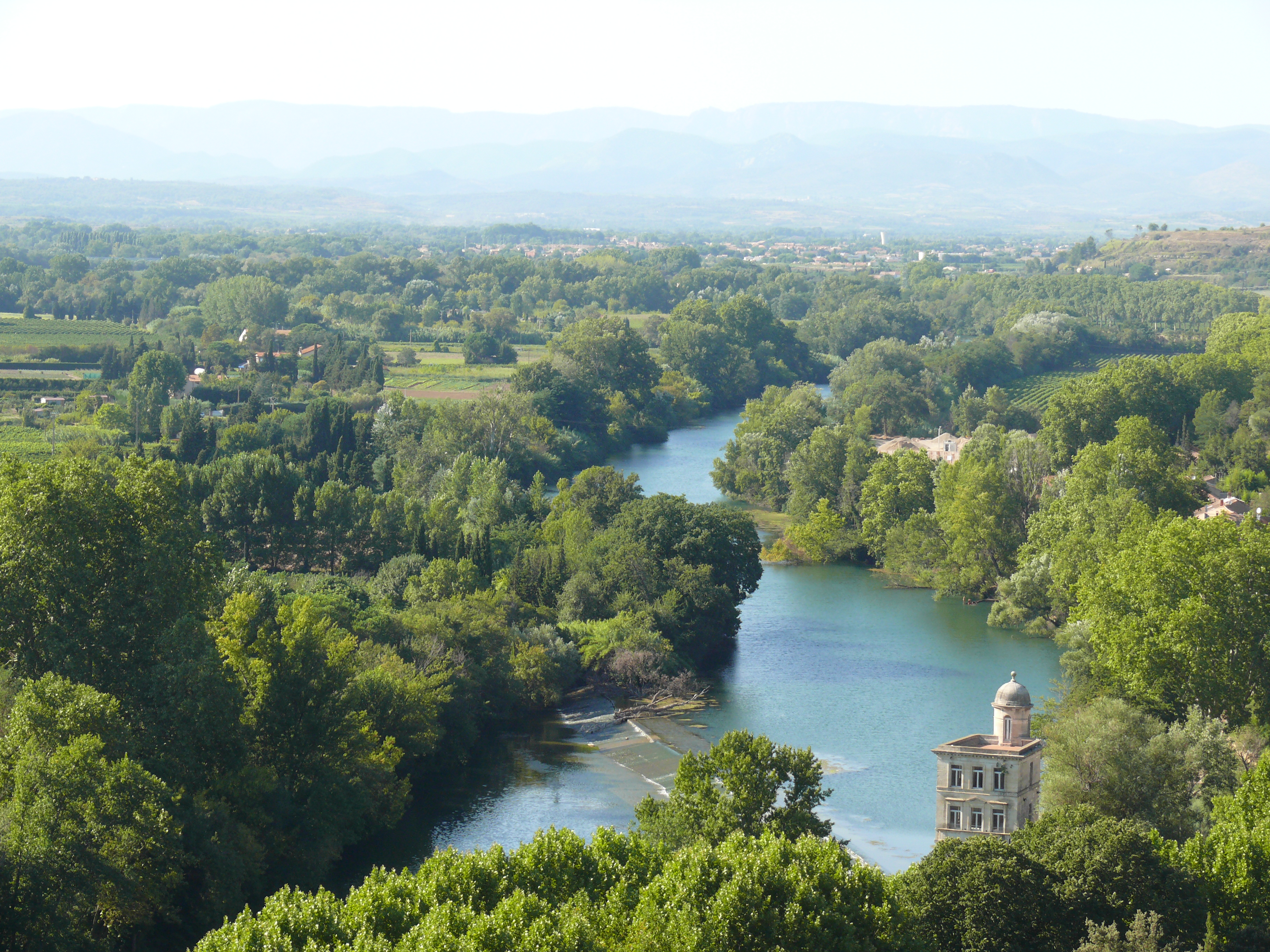
Az Orb látképe Béziers felől
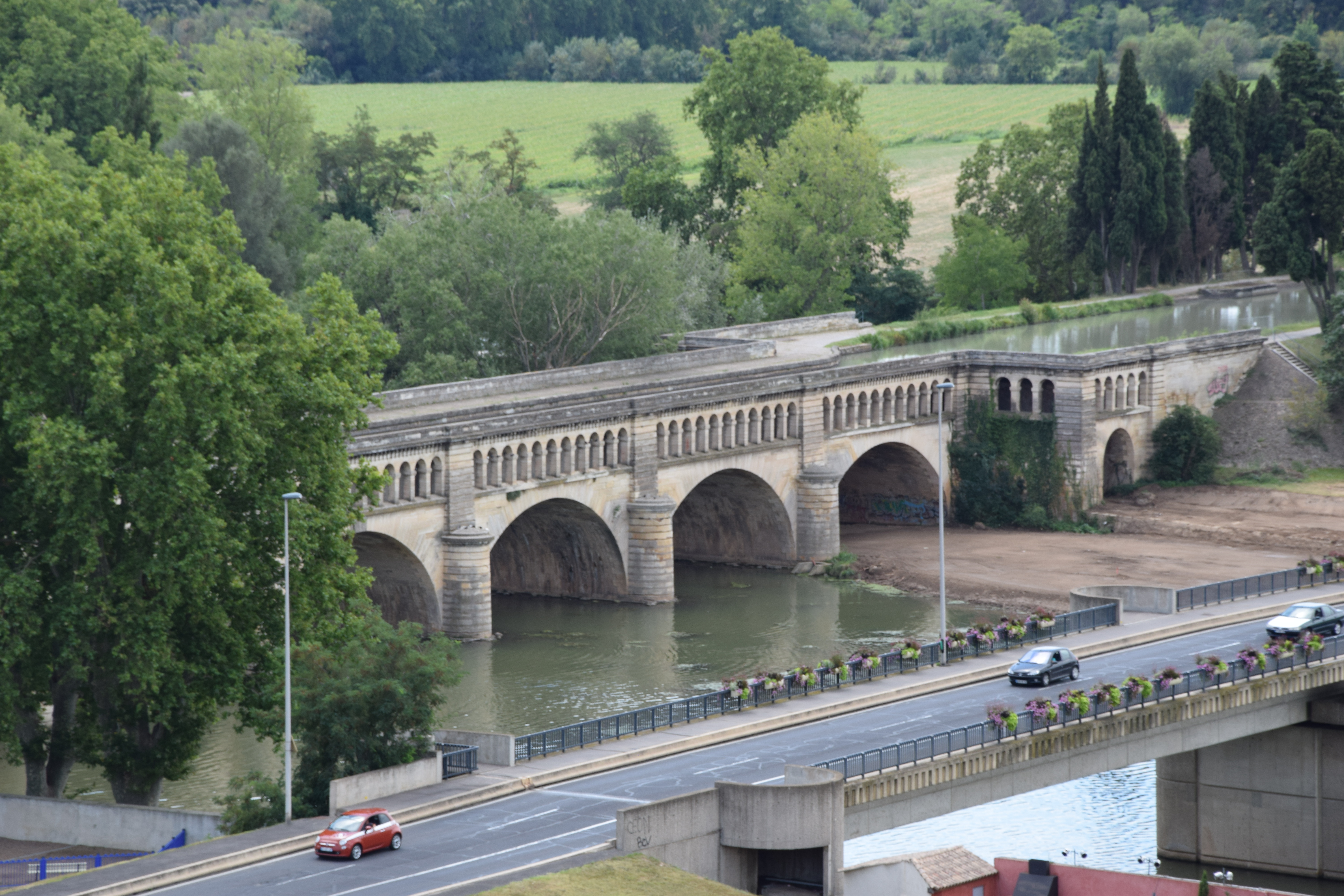
A Canal du Midit az Orb akvadukttal vezették át a folyó felett Béziersnél